# El país de las sonrisas
El país de las sonrisas (en alemán Das Land des Lächelns) es una opereta "romántica" en tres actos con música de Franz Lehár. El libreto en alemán es obra de Ludwig Herzer y Fritz Löhner. Se basa en una opereta anterior del propio Lehár que usaba un texto de Victor Léon, titulada Die gelbe Jacke ("La chaqueta amarilla").
Es una de las obras más tardías de Lehár y tiene el final agridulce que los vieneses amaban. El título se refiere a la costumbre china de sonreír, independientemente de lo que ocurra en la vida. (El personaje principal, el príncipe Sou-Chong, tiene una canción al principio de la obra, "Immer nur lächeln" ("Siempre sonriendo") que describe esto.)

## LaTauberlied
Producida lujosamente, la representación se construyó en torno al tenor Richard Tauber, un buen amigo de Lehár, para quien normalmente escribía una Tauberlied —una tonada de firma que explotaba las excepcionales cualidades de su voz- en cada una de sus postreras operetas. En esta ocasión era el aria de Sou-Chong "Dein ist mein ganzes Herz" ("Tuyo es todo mi corazón"), probablemente la más famosa de todas las Tauberlieder. Tauber también apareció en la representación en Londres, cantando innumerables bises de esta canción. Esta pieza estelar ha sido interpretada por numerosos tenores, incluso los alejados del mundo de la opereta como, en España, Plácido Domingo o José Carreras.

## Historia
La obra se produjo originariamente con el título de Die gelbe Jacke (La chaqueta amarilla). Esta fue presentada en el Theater an der Wien, Viena, el 9 de febrero de 1923 con Hubert Marischka como Sou-Chong. No fue un gran éxito y Lehár más tarde la revisó, bajo el nuevo título de Das Land des Lächelns (El país de las sonrisas), que fue representada por vez primera en el Teatro Metropol de Berlín el 10 de octubre de 1929. Tauber repitió el papel en Londres (1931) y Nueva York (1946), así como en Viena en 1930 (de nuevo en el Theater an der Wien) y en 1938 (en la Ópera estatal de Viena).
La Ópera de Sadler's Wells la produjo en Londres a finales de los cincuenta, después de que el éxito de La viuda alegre de Lehár con June Bronhill rescatase a la compañía de la bancarrota. Protagonizada por Charles Craig, Elizabeth Fretwell y Bronhill, no atrajo a la misma cantidad de público que La viuda alegre. Sin embargo, el canto de Craig en una grabación es sobresaliente, con algunos dos♭ al final de sus grandes números.
Esta ópera sigue en el repertorio, aunque no está entre las más representadas; en las estadísticas de Operabase aparece como la n.º 75 de las cien óperas más representadas en el período 2005-2010, siendo la 3.ª en Hungría y la segunda de Lehár, con 53 representaciones.

## Personajes
| Personajes                                                                          | Tesitura      | Elenco del estreno, 9 de febrero de 1923 (Director: Franz Lehár) | Elenco del estreno, 10 de octubre de 1929 (Director: Franz Lehár) |
| ----------------------------------------------------------------------------------- | ------------- | ---------------------------------------------------------------- | ----------------------------------------------------------------- |
| Lisa, hija del conde Ferdinand Lichtenfels                                          | soprano       | Louise Kartousch                                                 | Vera Schwarz                                                      |
| Conde Gustav von Pottenstein                                                        | tenor         | Josef König                                                      | Willi Stettner                                                    |
| Príncipe Sou-Chong                                                                  | tenor         | Hubert Marischka                                                 | Richard Tauber                                                    |
| Princesa Mi, hermana de Sou-Chong                                                   | soprano       | Betty Fischer                                                    | Hella Kürty                                                       |
| Tschang, tío de Sou-Chong                                                           | barítono      |                                                                  | Adolf Edgar Licho                                                 |
| Eunuco jefe                                                                         | tenor         |                                                                  |                                                                   |
| Ling, sumo sacerdote                                                                | barítono      |                                                                  |                                                                   |
| Conde Ferdinand Lichtenfels                                                         | papel hablado |                                                                  |                                                                   |
| Lore, sobrina de Lisa                                                               | papel hablado |                                                                  |                                                                   |
| Oficiales, mandarines, amigos, novias, sirvientes, doncellas (Coro, ballet, extras) |               |                                                                  |                                                                   |

## Argumento
La opereta se ambienta en Viena y China en 1912. En el Acto I, en Viena, la heroína Lisa, una condesa, se casa con un príncipe chino y regresa con él a su tierra natal a pesar de las advertencias de sus amigos y familia.
En el Acto II, en Pekín, ella se da cuenta de que es incapaz de asumir la cultura de su esposo y especialmente de que él tiene que tomar otras esposas. Él le asegura que es sólo una formalidad, pero es inevitable la infelicidad, y ella es encerrada en el palacio. Su amor se vuelve odio.
En el Acto III, el príncipe Sou-Chong es abandonado, mientras su amada Lisa regresa a su tierra natal. Su hermana, la princesa Mi, también se ha visto atraída por el oficial vienés Gustav, así que el final es doblemente triste. Pero el príncipe respeta la regla de su costumbre: sonreír siempre.

## Momentos famosos
El aria más famosa es Dein ist mein ganzes Herz, esto es,Tuyo es todo mi corazón, interpretada por Richard Tauber. Otras arias:
- Gern, gern wär ich verliebt (Lisa)
- Immer nur lächeln (Sou-Chong)
- Es ist nicht das erste Mal (Freunderl, mach dir nix draus) (Lisa, Gustl)
- Bei einem Tee à deux (Lisa, Sou-Chong)
- Von Apfelblüten einen Kranz (Sou-Chong)
- Im Salon zur blauen Pagode (Mi)
- Wer hat die Liebe uns ins Herz gesenkt? (Sou-Chong, Lisa)
- Meine Liebe, deine Liebe (Mi, Gustl)
- Ich möcht' wieder einmal die Heimat seh'n (Lisa)
- Mit welchem Recht? … Ich bin dein Herr! (Finale 1, Lisa)
- Kann es möglich sein (Finale 1, Sou-Chong)
- Willst du nicht das Märchen sehen (Zig, Zig, Zig – Wenn die Chrysanthemen blühn) (Mi, Gustl)
- Mein Herz weiß jetzt, was Sehnsucht ist (Finale 2, Lisa)
- Liebes Schwesterlein, sollst nicht traurig sein (Finale 2, Sou-Chong)

## Grabaciones
| Año  | Elenco (Sou-Chong, Lisa, Mi, Gustl, Tschang)                                     | Director, Teatro y orquesta                                    | Sello discográfico |
| ---- | -------------------------------------------------------------------------------- | -------------------------------------------------------------- | ------------------ |
| 1930 | Richard Tauber, Margit Suchy, Hella Kürty, Willy Stettner, Georg John            | Paul Dessau, Orquesta y coro del Teatro Nacional de Praga      | CD: Koch 3-1373-2  |
| 1961 | Fritz Wunderlich, Antonia Fahberg, Luise Cramer, Ernst Stankovski, André Peysang | Franz Marszalek, Orquesta Sinfónica de la WDR de Colonia       | CD: Gala Gl329     |
| 1970 | Bernard Sinclair, Bernadette Antoine, Sylvia Paule, Michel Dens, Gilbert Guimay  | Yvon Leenart, Orquesta de la Asociación des Concerts Lamoureux | CD: EMI — 74097    |
| 1982 | Siegfried Jerusalem, Helen Donath, Brigitte Linder, Martin Finke, Klaus Hirte    | Willi Boskovsky, Orquesta Sinfónica de la Radio de Múnich      | CD: EMI — 66376    |

Hay también extractos en Franz Lehár Conducts Richard Tauber (1929–1931), con 6 cortes interpretados por Richard Tauber (Sou-Chong), Vera Schwarz (Lisa) y la Orquesta de la Ópera Estatal de Berlín (Pearl CD).